# Алькубілья-де-Авельянеда
Алькубілья-де-Авельянеда (ісп. Alcubilla de Avellaneda) — муніципалітет в Іспанії, входить у провінцію Сорія у складі автономного співтовариства Кастилія-і-Леон. Муніципалітет розташований у складі району (комарки) Тьєррас-дель-Бурго. Площа 60,56 км². Населення 177 чоловік (на 2006 рік).

Розташування Алькубилья-де-Авельянеда на мапі провінції Сорія

| Іспанія | Це незавершена стаття з географії Іспанії. Ви можете допомогти проєкту, виправивши або дописавши її. |